# CMYK

시안(C), 마젠타(M), 노랑(Y), 검정(K)

CMY 색이 겹쳤을 때

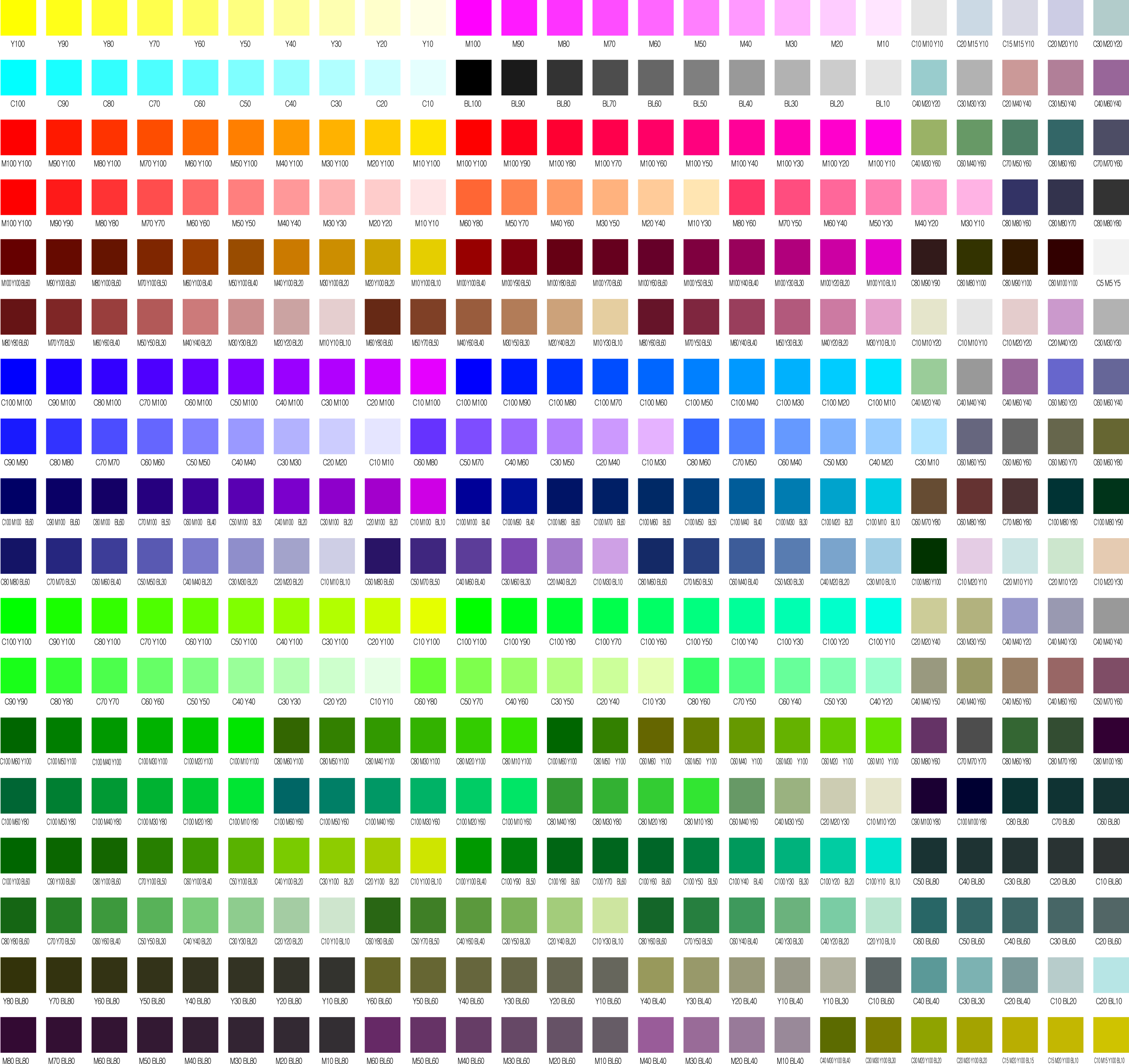
CMYK 색상표

CMYK 색 모형(Cyan Magenta Yellow Key(Black))은 감산 혼합의 색 모형이다. 마젠타, 시안, 노랑, 검정을 원색으로 한다.
예를 들면, 마젠타와 시안을 혼합하면 명도가 낮은 파랑이 된다. 이 방법으로는 하양을 제외한 모든 색을 표현할 수 있으며, 수채화, 컬러 사진 등에서 많이 사용된다. 필름을 소부(현상)해서 인쇄하는 오프셋 인쇄에 사용되기 때문에, 쿼크익스프레스, 일러스트레이터, 포토샵에서는 CMYK 모드를 지원한다. RGB나 HSB(HSV)보다 표현 가능한 색이 적다. 이를테면 보라색을 들 수 있다.
북 디자이너들은 원하는 색을 CMYK로 표현하기 위해 색들이 나열된 표(컬러차트)를 사용한다. 주로 인쇄에서 사용된다.

## 같이 보기
- RGB